# L’Isle-d’Abeau
L’Isle-d’Abeau – miejscowość i gmina we Francji, w regionie Owernia-Rodan-Alpy, w departamencie Isère.
Według danych na rok 1990 gminę zamieszkiwały 5554 osoby, a gęstość zaludnienia wynosiła 610 osób/km² (wśród 2880 gmin regionu Rodan-Alpy Isle-d'Abeau plasuje się na 156. miejscu pod względem liczby ludności, natomiast pod względem powierzchni na miejscu 1193.).